# Ayrshire Coastal Path

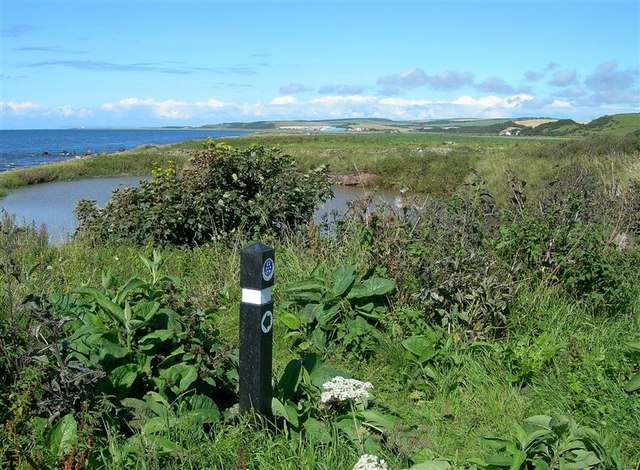

Het Ayrshire Coastal Path is een langeafstandswandelpad (Great Trail) in Ayrshire in Schotland. Het pad werd geopend in 2008, is 161 kilometer lang en loopt van Ballantrae naar Skelmorlie.